# Östergötlands runinskrifter 221
Runinskrift Ög 211 är en runsten som nu står vid Reva gravfält i Törnevalla socken och Linköpings kommun, Åkerbo härad i Östergötland. Den har tidigare varit inmurad i Törnevalla kyrka. 

## Stenen
Stenen påträffades före 1800-talets mitt av P A Säve och C F Nordenskiöld i kyrktornets stenfot, togs loss därifrån och restes 1889 på sin nuvarande plats på Reva gravfält. 
Dess ursprungliga plats som är okänd har sannolikt varit någonstans i närheten. Gravfältet i Reva ligger i anknytning till en gammal storgård och oskiftad by med bevarad bygata, nu utpekad som ett särskilt kulturminne, invid den mycket gamla handelsleden från Östersjön och in mot hjärtat av Östergötland. Inte långt österut ligger Götavirke. 
Gravfältet har flera stora högar. Runstenen har en enkel ornamentik med en runslinga formad som en orm. Ämnet är skrovlig granit. Stenen är 2.46 m hög och 1.7 m bred vid foten. Slingans bredd är 12–16 cm. Den från runor översatta inskriften lyder enligt nedan:

## Inskriften
Runsvenska: aytr : rasti : stin : þasi : aftiR : t[an]sk[a] : faþur : sin : buta : kuþan
Normaliserad: Øyndr ræisti stæin þannsi æftiR Danska, faður sinn, bonda goðan.
Nusvenska: Önd reste denna sten efter Danske, fader sin, en god bonde.